# Marmylaris
Marmylaris är ett släkte av skalbaggar. Marmylaris ingår i familjen långhorningar.
Kladogram enligt Catalogue of Life:
| Marmylaris | \| \| Marmylaris buckleyi \| \| \| \| \| \| Marmylaris truncatipennis \| \| \| \| |
|            | \| \| Marmylaris buckleyi \| \| \| \| \| \| Marmylaris truncatipennis \| \| \| \| |
|            | Marmylaris buckleyi                                                               |
|            |                                                                                   |
|            | Marmylaris truncatipennis                                                         |
|            |                                                                                   |